# Erste Photographische Ausstellung in Wien

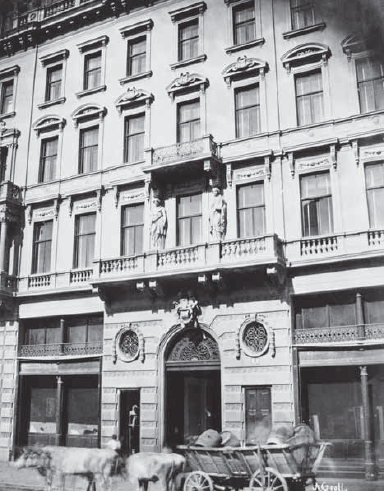
Das inzwischen zerstörte Palais Dreher in der Operngasse

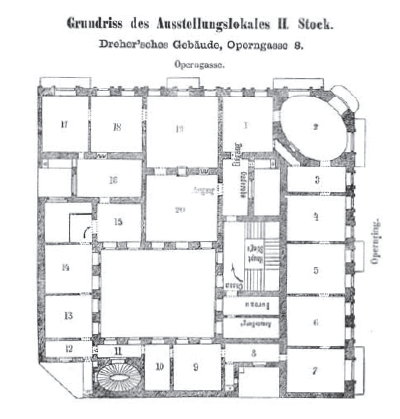
Grundriss Palais Dreher

Die Erste Photographische Ausstellung in Wien war die erste Fachausstellung im deutschsprachigen Raum. Sie fand von 17. Mai bis 30. Juni 1864 in Wien statt.

## Fakten
Die 1861 gegründete „Photographische Gesellschaft“ beschickte sich als eine ihrer ersten Agenden zur Ausrichtung einer „Photographischen Ausstellung“. Auf der Suche nach geeigneten Räumlichkeiten nutzte Vereinsmitglied Anton Widter seine Kontakte zu den Erben des bedeutenden österreichischen Bierbrauereibesitzers Anton Dreher. Diese stellten ein Geschoß des Dreher’schen Palais in der Operngasse 8 nahe der Baustelle der Wiener Staatsoper, zur Verfügung.
Am 17. Mai 1864 fand die Eröffnung der Ausstellung statt. Eingeladen waren nur die etwa 150 Angehörigen der „Photographischen Gesellschaft“ und Vertreter der Wiener Tageszeitungen. Prominenter Gast war der österreichische Kaiser Franz Joseph I. der am 24. Mai 1864 mit seinem Besuch aufwartete. Etwa 110 Aussteller beteiligten sich mit rund 1.100 fotografischen Aufnahmen sowie rund 400 Produkten des fotografischen Fachhandels, wie Objektive, chemikalische Präparate, Buchbinder- und Rahmenhändlerartikeln sowie Atelierzubehör. Die gezeigten Porträts waren von vorwiegend prominenten Persönlichkeiten, wie Ludwig A. Frankl, „Frl. Schwöder, Mitglied des Carltheaters“, Anastasius Grün, Carl Rokitansky, Emerich Ranzoni, Christine Hebbel mit Tochter und die k.k. Hofschauspielerin Julie Rettich.
Zusätzlich wurde ein Katalog mit dem Titel Erste photographische Ausstellung in Wien, veranstaltet von der photographischen Gesellschaft im Dreher'schen Gebäude, Operngasse Nr. 8, im Mai und Juni 1864, Wien, Selbstverlag der Photographischen Gesellschaft veröffentlicht. In diesem wird ein Grundriss des Stockwerkes abgebildet, der 20 Zimmer beinhaltete. Der Umfang der aufgezählten Exponate im Katalog lässt den Schluss zu, dass die Wände vom Boden bis unter die Decke voll behängt waren und sich in den Zimmern die Ausstellungsstücke auftürmten. Dies entspricht im Allgemeinen dem Ausstellungsstil des 19. Jahrhunderts. Jedoch wurden in den Wohnräumlichkeiten zweifelsohne auch Räume benutzt, wo nicht viel Licht hineindrang. Die Organisation dieser Ausstellung dürfte so zurückhaltenden Eindruck hinterlassen haben. Zumal zu diesem Zeitpunkt bereits große, lichtdurchflutete Hallen als Ausstellungsflächen große Bedeutung für den Ausstellungserfolg zugewiesen wurden.
Diese Wiener Veranstaltung fand in der Presse kein nennenswertes Echo. Die „Photographische Gesellschaft“ zählte nach Ausstellungsende etwa 10.000 Besucher. Die Schau des Berliner „Photographischen Vereins“ im Folgejahr 1865 im Vergleich registrierte 13.000 Besucher binnen nur vier Wochen.